# Echipa națională de fotbal a Republicii Togoleze
Echipa națională de fotbal a Republicii Togoleze este naționala de fotbal a Togo și este administrată de Federația Togoleză de Fotbal. Au jucat la Campionatul Mondial de Fotbal 2006, dar nu au adunat niciun punct. Autocarul echipei lor a fost atacat înainte de Cupa Africii pe Națiuni 2010. Ei s-au retras, iar ulterior au fost interziși la următoarele două turnee de Confederația Africană de Fotbal (CAF).

## Palmares
- Campionatul Mondial de Fotbal

| Anul              | Runda            | Poziția          | GM               | V                | E*               | Î                | GM               | GP               |                  |
| ----------------- | ---------------- | ---------------- | ---------------- | ---------------- | ---------------- | ---------------- | ---------------- | ---------------- | ---------------- |
| 1930 până în 1970 | Nu a intrat      | Nu a intrat      | Nu a intrat      | Nu a intrat      | Nu a intrat      | Nu a intrat      | Nu a intrat      | Nu a intrat      | Nu a intrat      |
| 1974 până în 1982 | Nu s-a calificat | Nu s-a calificat | Nu s-a calificat | Nu s-a calificat | Nu s-a calificat | Nu s-a calificat | Nu s-a calificat | Nu s-a calificat | Nu s-a calificat |
| 1986 - 1990       | S-a retras       | S-a retras       | S-a retras       | S-a retras       | S-a retras       | S-a retras       | S-a retras       | S-a retras       | S-a retras       |
| 1994 - 2002       | Nu s-a calificat | Nu s-a calificat | Nu s-a calificat | Nu s-a calificat | Nu s-a calificat | Nu s-a calificat | Nu s-a calificat | Nu s-a calificat | Nu s-a calificat |
| 2006              | Faza Grupelor    | 30               | 3                | 0                | 0                | 3                | 1                | 6                |                  |
| 2010 până în 2018 | Nu s-a calificat | Nu s-a calificat | Nu s-a calificat | Nu s-a calificat | Nu s-a calificat | Nu s-a calificat | Nu s-a calificat | Nu s-a calificat | Nu s-a calificat |
| Total             | 1/21             | 30               | 3                | 0                | 0                | 3                | 1                | 6                |                  |

| Istoria Campionatului Mondial | Istoria Campionatului Mondial | Istoria Campionatului Mondial | Istoria Campionatului Mondial |
| Anul                          | Runda                         | Scor                          | Rezultat                      |
| ----------------------------- | ----------------------------- | ----------------------------- | ----------------------------- |
| 2006                          | Faza Grupelor                 | Togo 1 – 2 Coreea de Sud      | Înfrângere                    |
| 2006                          | Faza Grupelor                 | Togo 0 – 2 Elveția            | Înfrângere                    |
| 2006                          | Faza Grupelor                 | Togo 0 – 2 Franța             | Înfrângere                    |

## Cupa Africii pe Națiuni
| Cupa Africii pe Națiuni recorduri | Cupa Africii pe Națiuni recorduri      | Cupa Africii pe Națiuni recorduri      | Cupa Africii pe Națiuni recorduri      | Cupa Africii pe Națiuni recorduri      | Cupa Africii pe Națiuni recorduri      | Cupa Africii pe Națiuni recorduri      | Cupa Africii pe Națiuni recorduri      | Cupa Africii pe Națiuni recorduri      |
| Națiunea gazdă / Anul             | Runda                                  | Poziția                                | MJ                                     | V                                      | E*                                     | Î                                      | GM                                     | GP                                     |
| --------------------------------- | -------------------------------------- | -------------------------------------- | -------------------------------------- | -------------------------------------- | -------------------------------------- | -------------------------------------- | -------------------------------------- | -------------------------------------- |
| 1957                              | Făcea parte din Franța                 | Făcea parte din Franța                 | Făcea parte din Franța                 | Făcea parte din Franța                 | Făcea parte din Franța                 | Făcea parte din Franța                 | Făcea parte din Franța                 | Făcea parte din Franța                 |
| 1959                              | Făcea parte din Franța                 | Făcea parte din Franța                 | Făcea parte din Franța                 | Făcea parte din Franța                 | Făcea parte din Franța                 | Făcea parte din Franța                 | Făcea parte din Franța                 | Făcea parte din Franța                 |
| 1962                              | Neafiliată la CAF                      | Neafiliată la CAF                      | Neafiliată la CAF                      | Neafiliată la CAF                      | Neafiliată la CAF                      | Neafiliată la CAF                      | Neafiliată la CAF                      | Neafiliată la CAF                      |
| 1963                              | Neafiliată la CAF                      | Neafiliată la CAF                      | Neafiliată la CAF                      | Neafiliată la CAF                      | Neafiliată la CAF                      | Neafiliată la CAF                      | Neafiliată la CAF                      | Neafiliată la CAF                      |
| 1965                              | Nu a intrat                            | Nu a intrat                            | Nu a intrat                            | Nu a intrat                            | Nu a intrat                            | Nu a intrat                            | Nu a intrat                            | Nu a intrat                            |
| 1968                              | Nu s-a calificat                       | Nu s-a calificat                       | Nu s-a calificat                       | Nu s-a calificat                       | Nu s-a calificat                       | Nu s-a calificat                       | Nu s-a calificat                       | Nu s-a calificat                       |
| 1970                              | Nu s-a calificat                       | Nu s-a calificat                       | Nu s-a calificat                       | Nu s-a calificat                       | Nu s-a calificat                       | Nu s-a calificat                       | Nu s-a calificat                       | Nu s-a calificat                       |
| 1972                              | Faza grupelor                          | Loc 7                                  | 3                                      | 0                                      | 2                                      | 1                                      | 4                                      | 6                                      |
| 1974                              | S-a retras                             | S-a retras                             | S-a retras                             | S-a retras                             | S-a retras                             | S-a retras                             | S-a retras                             | S-a retras                             |
| 1976                              | Nu s-a calificat                       | Nu s-a calificat                       | Nu s-a calificat                       | Nu s-a calificat                       | Nu s-a calificat                       | Nu s-a calificat                       | Nu s-a calificat                       | Nu s-a calificat                       |
| 1978                              | Nu s-a calificat                       | Nu s-a calificat                       | Nu s-a calificat                       | Nu s-a calificat                       | Nu s-a calificat                       | Nu s-a calificat                       | Nu s-a calificat                       | Nu s-a calificat                       |
| 1980                              | Nu s-a calificat                       | Nu s-a calificat                       | Nu s-a calificat                       | Nu s-a calificat                       | Nu s-a calificat                       | Nu s-a calificat                       | Nu s-a calificat                       | Nu s-a calificat                       |
| 1982                              | Nu s-a calificat                       | Nu s-a calificat                       | Nu s-a calificat                       | Nu s-a calificat                       | Nu s-a calificat                       | Nu s-a calificat                       | Nu s-a calificat                       | Nu s-a calificat                       |
| 1984                              | Faza grupelor                          | Loc 8                                  | 3                                      | 0                                      | 1                                      | 2                                      | 1                                      | 7                                      |
| 1986                              | Nu s-a calificat                       | Nu s-a calificat                       | Nu s-a calificat                       | Nu s-a calificat                       | Nu s-a calificat                       | Nu s-a calificat                       | Nu s-a calificat                       | Nu s-a calificat                       |
| 1988                              | Nu s-a calificat                       | Nu s-a calificat                       | Nu s-a calificat                       | Nu s-a calificat                       | Nu s-a calificat                       | Nu s-a calificat                       | Nu s-a calificat                       | Nu s-a calificat                       |
| 1990                              | S-a retras                             | S-a retras                             | S-a retras                             | S-a retras                             | S-a retras                             | S-a retras                             | S-a retras                             | S-a retras                             |
| 1992                              | Nu s-a calificat                       | Nu s-a calificat                       | Nu s-a calificat                       | Nu s-a calificat                       | Nu s-a calificat                       | Nu s-a calificat                       | Nu s-a calificat                       | Nu s-a calificat                       |
| 1994                              | S-a retras în faza calificarilor       | S-a retras în faza calificarilor       | S-a retras în faza calificarilor       | S-a retras în faza calificarilor       | S-a retras în faza calificarilor       | S-a retras în faza calificarilor       | S-a retras în faza calificarilor       | S-a retras în faza calificarilor       |
| 1996                              | Nu s-a calificat                       | Nu s-a calificat                       | Nu s-a calificat                       | Nu s-a calificat                       | Nu s-a calificat                       | Nu s-a calificat                       | Nu s-a calificat                       | Nu s-a calificat                       |
| 1998                              | Faza grupelor                          | Loc 12                                 | 3                                      | 1                                      | 0                                      | 2                                      | 3                                      | 3                                      |
| 2000                              | Faza grupelor                          | Loc 10                                 | 3                                      | 1                                      | 1                                      | 1                                      | 2                                      | 3                                      |
| 2002                              | Faza grupelor                          | Loc 12                                 | 3                                      | 0                                      | 2                                      | 1                                      | 0                                      | 3                                      |
| 2004                              | Nu s-a calificat                       | Nu s-a calificat                       | Nu s-a calificat                       | Nu s-a calificat                       | Nu s-a calificat                       | Nu s-a calificat                       | Nu s-a calificat                       | Nu s-a calificat                       |
| 2006 Faza grupelor                | Loc 16                                 | 3                                      | 0                                      | 0                                      | 3                                      | 2                                      | 7                                      |                                        |
| 2008                              | Nu s-a calificat                       | Nu s-a calificat                       | Nu s-a calificat                       | Nu s-a calificat                       | Nu s-a calificat                       | Nu s-a calificat                       | Nu s-a calificat                       | Nu s-a calificat                       |
| 2010                              | S-a retras din cauza atacului terorist | S-a retras din cauza atacului terorist | S-a retras din cauza atacului terorist | S-a retras din cauza atacului terorist | S-a retras din cauza atacului terorist | S-a retras din cauza atacului terorist | S-a retras din cauza atacului terorist | S-a retras din cauza atacului terorist |
| 2012                              | Nu s-a calificat                       | Nu s-a calificat                       | Nu s-a calificat                       | Nu s-a calificat                       | Nu s-a calificat                       | Nu s-a calificat                       | Nu s-a calificat                       | Nu s-a calificat                       |
| 2013                              | Sferturi de finală                     | Loc 8                                  | 4                                      | 1                                      | 1                                      | 2                                      | 4                                      | 4                                      |
| 2015                              | Nu s-a calificat                       | Nu s-a calificat                       | Nu s-a calificat                       | Nu s-a calificat                       | Nu s-a calificat                       | Nu s-a calificat                       | Nu s-a calificat                       | Nu s-a calificat                       |
| 2017                              | Faza grupelor                          | Loc 16                                 | 3                                      | 0                                      | 1                                      | 2                                      | 2                                      | 6                                      |
| 2019                              | Nu s-a calificat                       | Nu s-a calificat                       | Nu s-a calificat                       | Nu s-a calificat                       | Nu s-a calificat                       | Nu s-a calificat                       | Nu s-a calificat                       | Nu s-a calificat                       |
| 2021                              | Va fi determinat                       | Va fi determinat                       | Va fi determinat                       | Va fi determinat                       | Va fi determinat                       | Va fi determinat                       | Va fi determinat                       | Va fi determinat                       |
| 2023                              | Va fi determinat                       | Va fi determinat                       | Va fi determinat                       | Va fi determinat                       | Va fi determinat                       | Va fi determinat                       | Va fi determinat                       | Va fi determinat                       |
| Total                             | Quarter-finals                         | 8/32                                   | 25                                     | 3                                      | 8                                      | 14                                     | 18                                     | 39                                     |

## Antrenori
- Eberhard Vogel (1997–98)
- Bana Tchanile (2000–02)
- Diego Garzitto (2002)
- Antônio Dumas (2002–04)
- Stephen Keshi (2004–06)
- Otto Pfister (2006)
- Stephen Keshi (2006–08)
- Henri Stambouli (2008)
- Kodjovi Mawuéna (2008–09)
- Jean Thissen (2009)
- Hubert Velud (2009–10)
- Thierry Froger (2010–11)
- Stephen Keshi (2011)
- Didier Six (2011, interimar)
- Didier Six (2012–14)
- Tchakala Tchanilé (2014–15)
- Tom Saintfiet (2015–16)
- Claude Le Roy (2016–)